# Zodarion lutipes
Zodarion lutipes là một loài nhện trong họ Zodariidae.
Loài này thuộc chi Zodarion. Zodarion lutipes được Octavius Pickard-Cambridge miêu tả năm 1872.